# Kari Järvinen

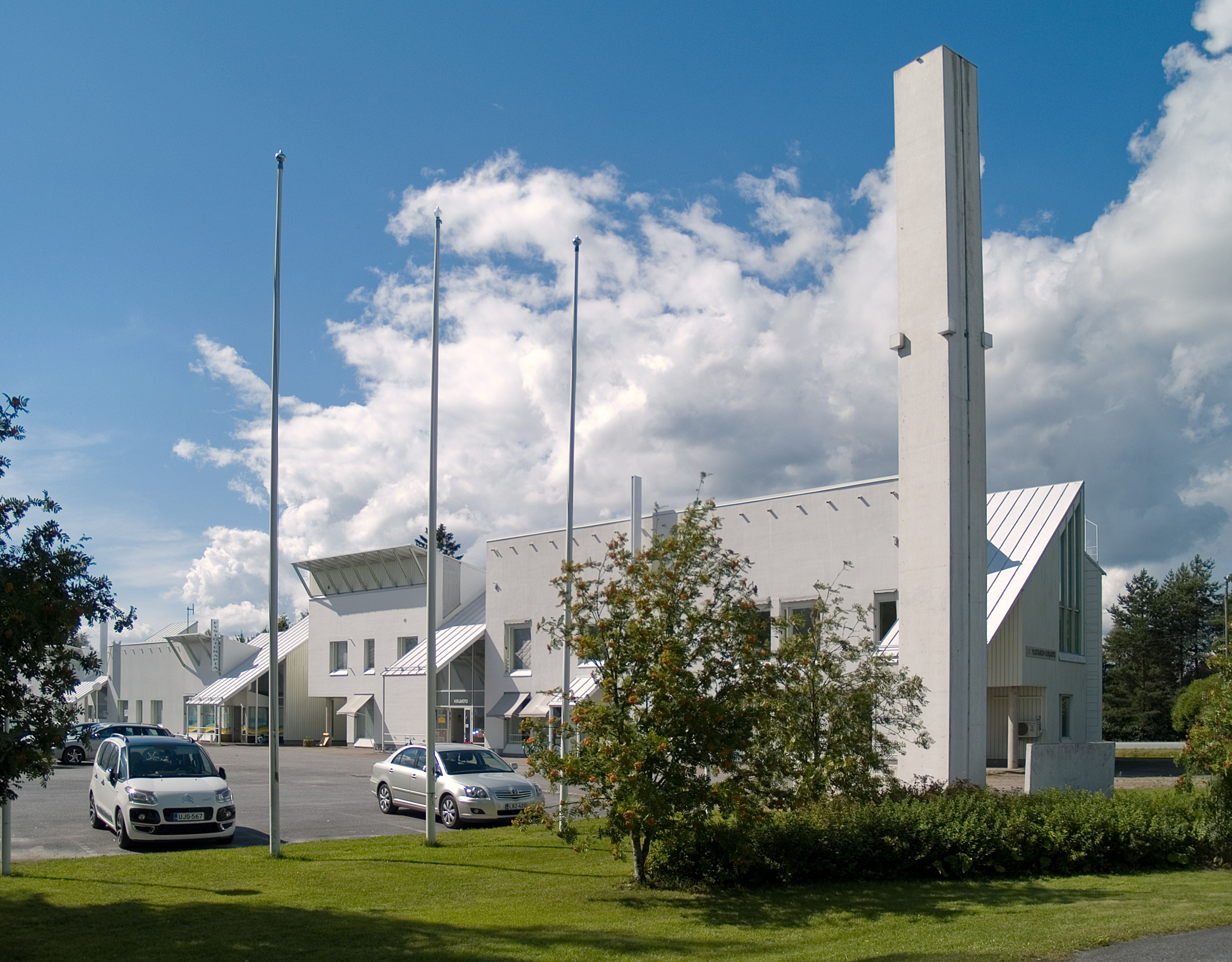
Kanslihuset i Ylistaro

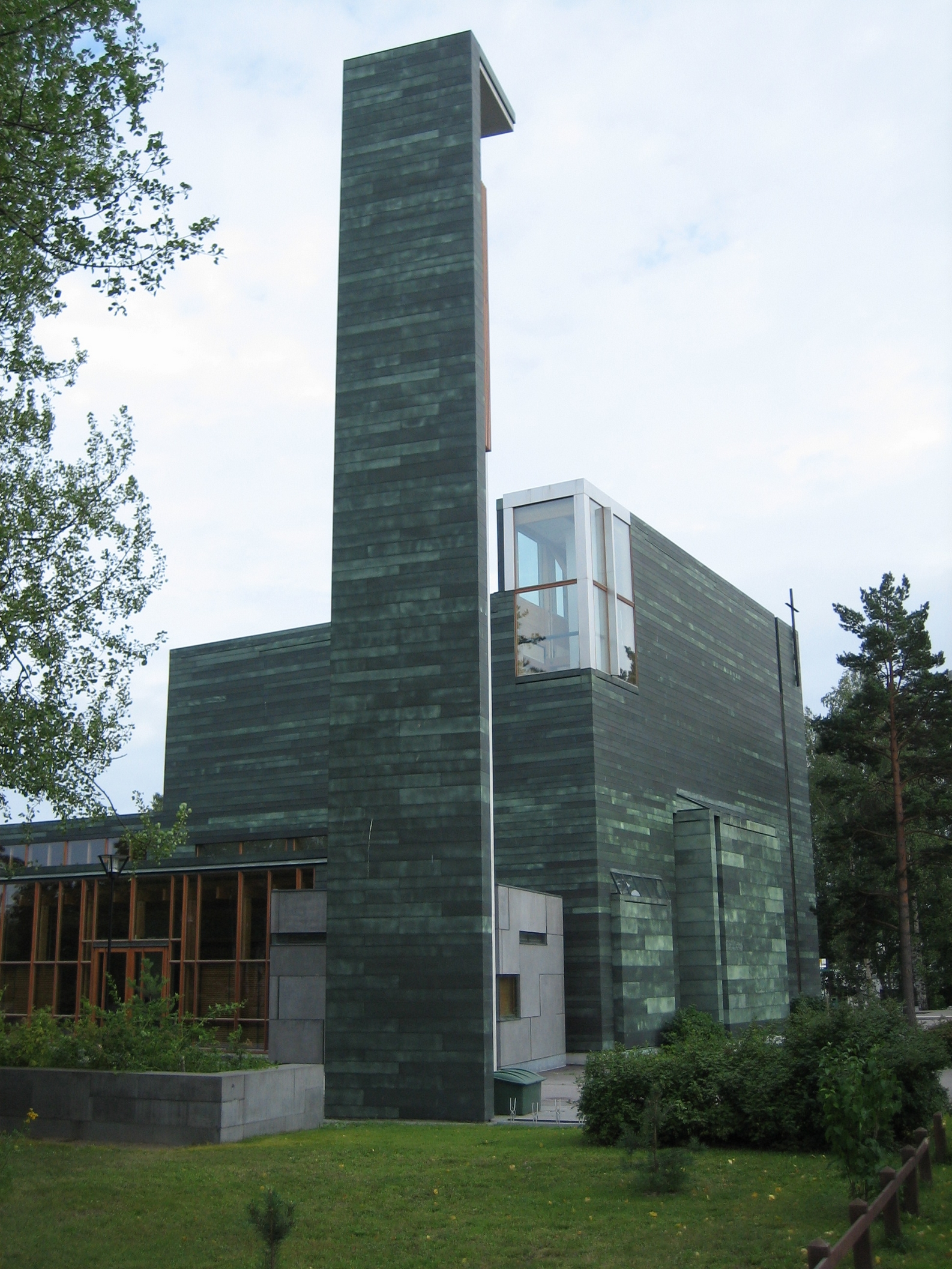
Degerö kyrka

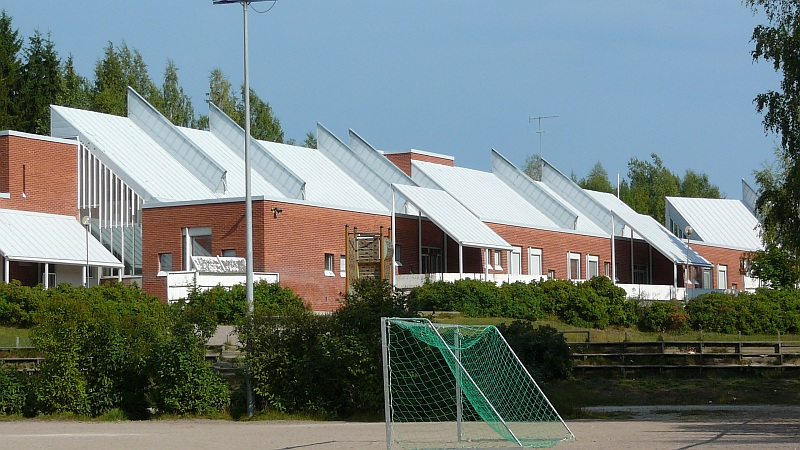
Sunaskolan i Esbo

Teemu Kari Järvinen, född 23 mars 1940 i Helsingfors, är en finländsk arkitekt.
Kari Järvinen grundade 1973 ett arkitektkontor tillsammans med Timo Airas. Han bedriver sedan 1989 Kari Järvinen och Merja Nieminen Arkkitehdit Oy tillsammans med Merja Nieminen. Han var lärare och tillförordnad professor vid Tekniska högskolans arkitektavdelning i perioder 1983–1986.
Kari Järvinen fick Byggrosen av Helsingfors stad 2003 (tillsammans med Timo Airas och Merja Nieminen) och Årets träpris 2004 för Degerö kyrka (tillsammans med Merja Nieminen).

## Verk i urval
- Mankansskolan, Esbo, 1980
- Sunaskolan, Esbo, 1985
- Bostadshus i Sofielund, Helsingfors, 1987–1988 (tillsammans med Timo Airas)
- Kanslihuset i Ylistaro, Seinäjoki, 1989 (tillsammans med Timo Airas)
- Skolan Ganztagszentrum i Bargteheide, Tyskland, 1997–2000
- Huuhkajankuja bostadsområden, Kuopio (tillsammans med Merja Nieminen)
- Strömbergs skola i Sockenbacka, Helsingfors, 1996–2000 (tillsammans med Timo Airas)
- Degerö kyrka, Helsingfors, 2000–2003 (tillsammans med Merja Nieminen)
- Restaurering av Haukkamäenskolan i Högfors, 2004–
- Restaurering av Åminne herrgård, Halikko, 2006
- Restaurering av Pauluskyrkan i Tartu, Estland, 2006 (tillsammans med Merja Nieminen)